# Европейская арноглосса

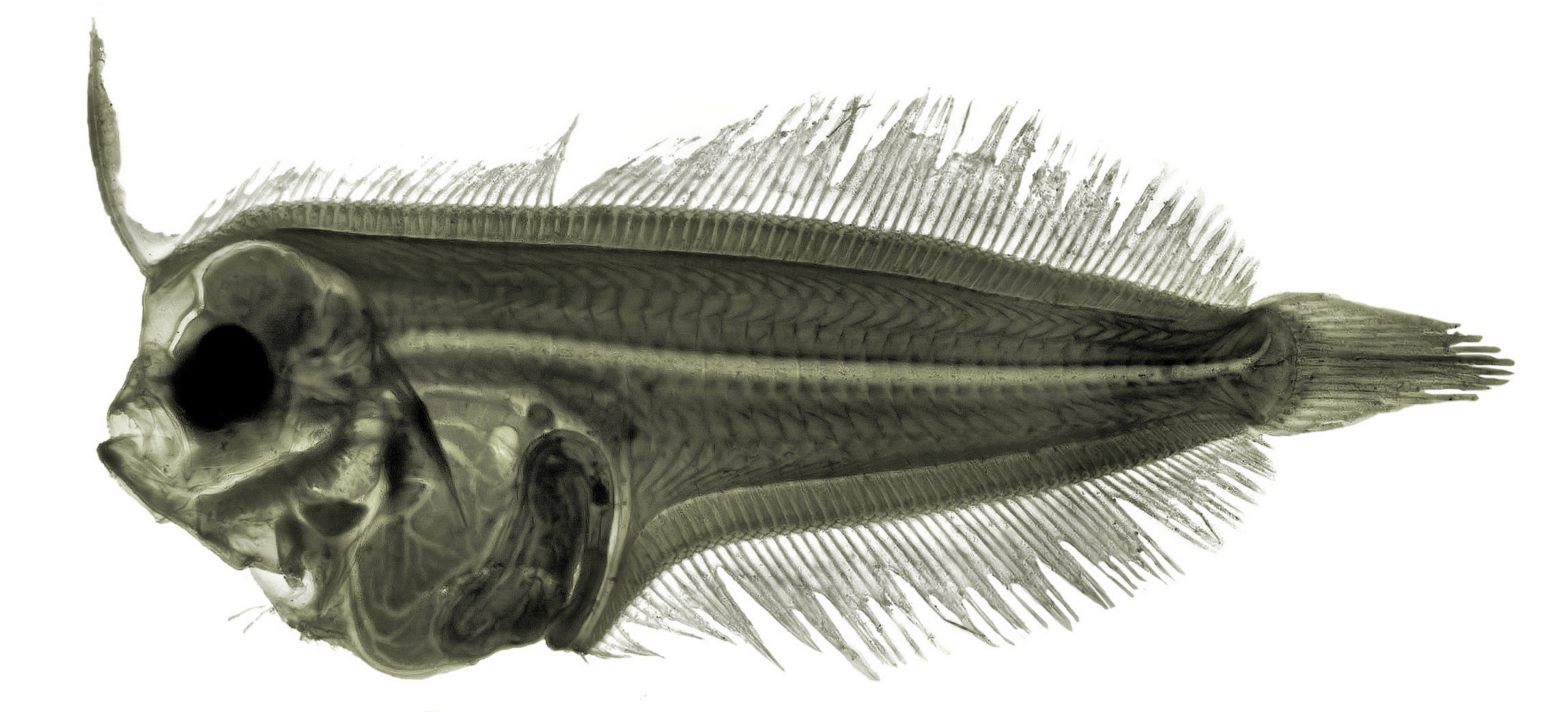
Личинка рыбы

Европейский арноглосс, или европейская арноглосса (лат. Arnoglossus laterna), — вид лучепёрых рыб из семейства ботовых. Распространён в северо-восточной Атлантике от Норвегии до Анголы, а также в Средиземном море. В Чёрном море встречается у берегов Турции. 
Вытянутое, удлинённое, с боков сильно уплощённое тело достигает длины от 12 до 20 см. Оба глаза расположены на левой стороне тела, в то время как на правой стороне рыба лежит на дне. Чешуя на верхней стороне гладкая, легко отделяется при трении. Основной тон окраски серый или коричневый с неравномерно расположенными тёмными пятнами. Нижняя сторона серая.
Рыба обитает на илистом, песчаном и каменистом дне на глубине до 200 метров. Охотится на донных ракообразных, моллюсков и мелких донных рыб. Икрометание длится с апреля по август.